# 杰米·雷德曼
杰米·雷德曼（英語：Jamie Redman，1986年7月19日—），美国女子赛艇运动员。她曾代表美国参加世界赛艇锦标赛，获得二枚金牌和一枚银牌，二枚金牌均来自女子八人单桨有舵手项目。